# Punk Rock is Your Friend
Punk Rock is Your Friend is het derde compilatiealbum van het Amerikaanse punklabel Kung Fu Records. Het album werd uitgegeven op 11 juni 2002 en bevat nummers van bands die toentertijd onder contract stonden bij Kung Fu, alsook nummers van artiesten die (nog) geen albums hadden laten uitgeven via het label. Het was het eerste album van het label dat de titel Punk Rock is Your Friend kreeg. De compilatiealbums die hierna zijn uitgegeven zijn getiteld Punk Rock is Your Friend: Sampler 4, Punk Rock is Your Friend: Sampler 5, enzovoort.

## Nummers
1. "Senior Year" - Audio Karate
2. "Betrayed" - Audio Karate
3. "The Business of Getting Down" - Ozma
4. "The Ups and Downs" - Ozma
5. "Roundabout" - Tsunami Bomb
6. "No One's Looking" - Tsunami Bomb
7. "I'm Black" - The Vandals
8. "My First Xmas (As a Woman)" - The Vandals
9. "Birthday Weekend" - Antifreeze
10. "Bankruptcy" - Antifreeze
11. "Jukebox 86" - Useless ID
12. "No Time for Me to Be a Teenager" - Useless ID
13. "Weight of the World" - Mi6
14. "Jeff Brown" - Mi6
15. No Use for a Name "Not Your Savior" (live) - No Use for a Name
16. "Make it Last" - The Ataris
17. "Are We There Yet?" (live) - The Ataris